# Mšené-lázně
Mšené-lázně (en allemand : Mscheno) est une commune du district de Litoměřice, dans la région d'Ústí nad Labem, en Tchéquie. Sa population s'élevait à 1 845 habitants en 2021.

## Géographie
Mšené-lázně se trouve à 20 km au sud-sud-est de Litoměřice, à 34 km au sud-sud-est d'Ústí nad Labem et à 39 km au nord-ouest de Prague.
La commune est limitée par Budyně nad Ohří au nord, par Martiněves à l'est, par Poštovice, Šlapanice, Jarpice et Vraný au sud et par Peruc et Evaň à l'ouest.

## Histoire
La première mention écrite du village date de 1262. La station thermale de Mšené remonte à 1796.

## Patrimoine
Patrimoine religieux

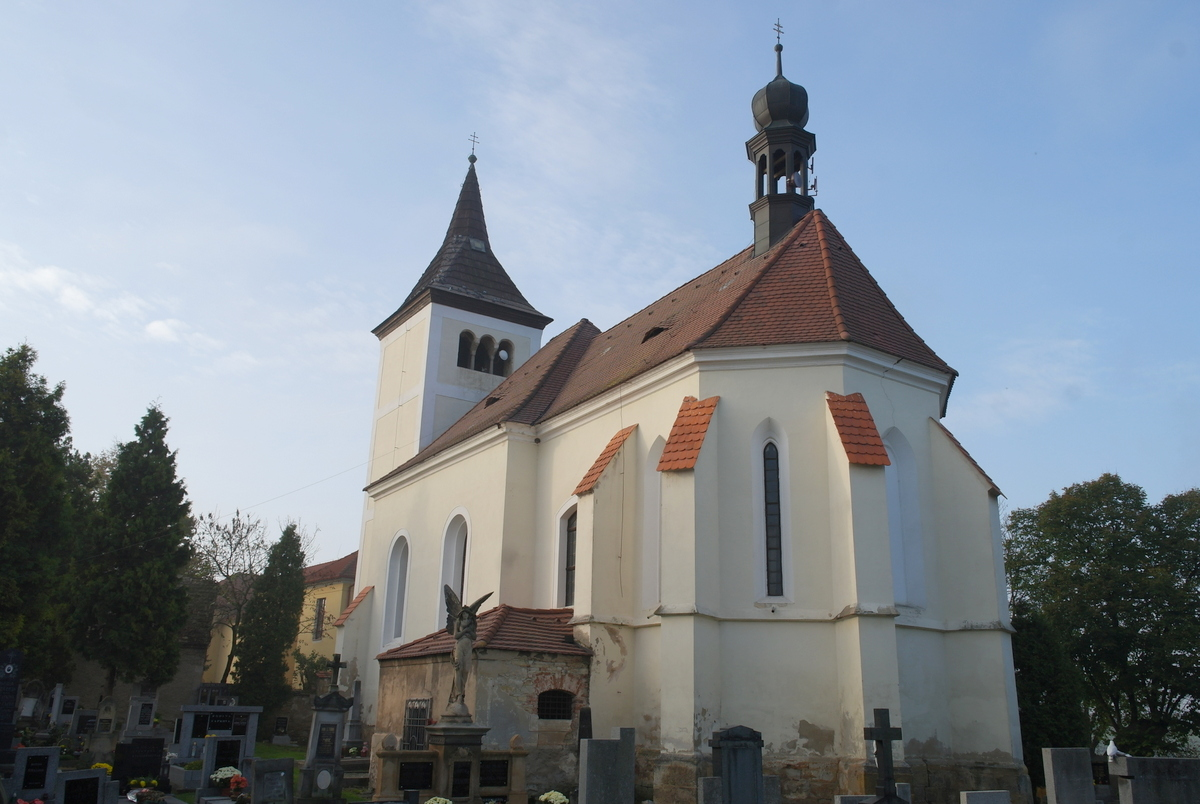
Chapelle Saint-Gilles à Ředhošť.
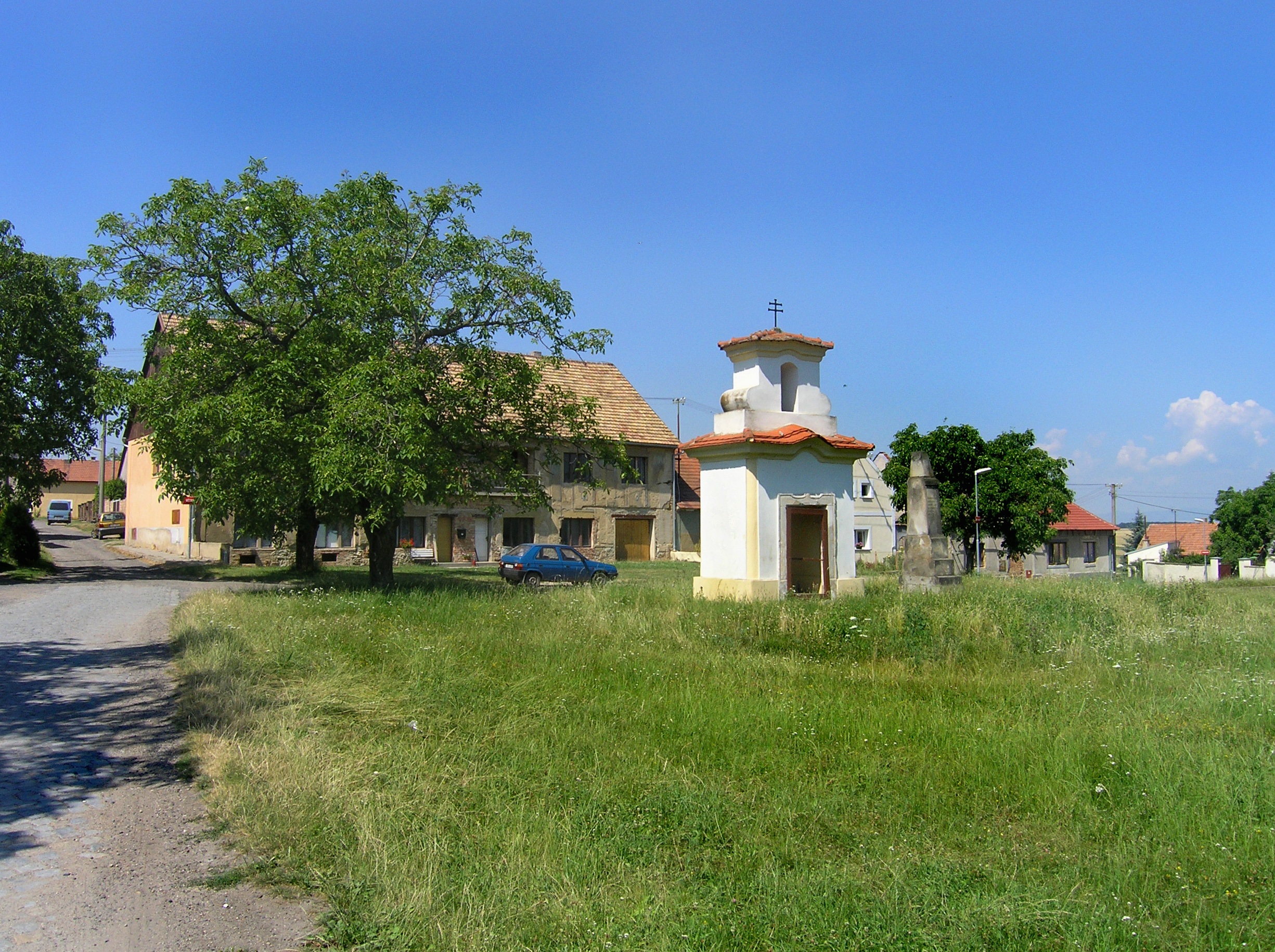
Chapelle à Vrbice.
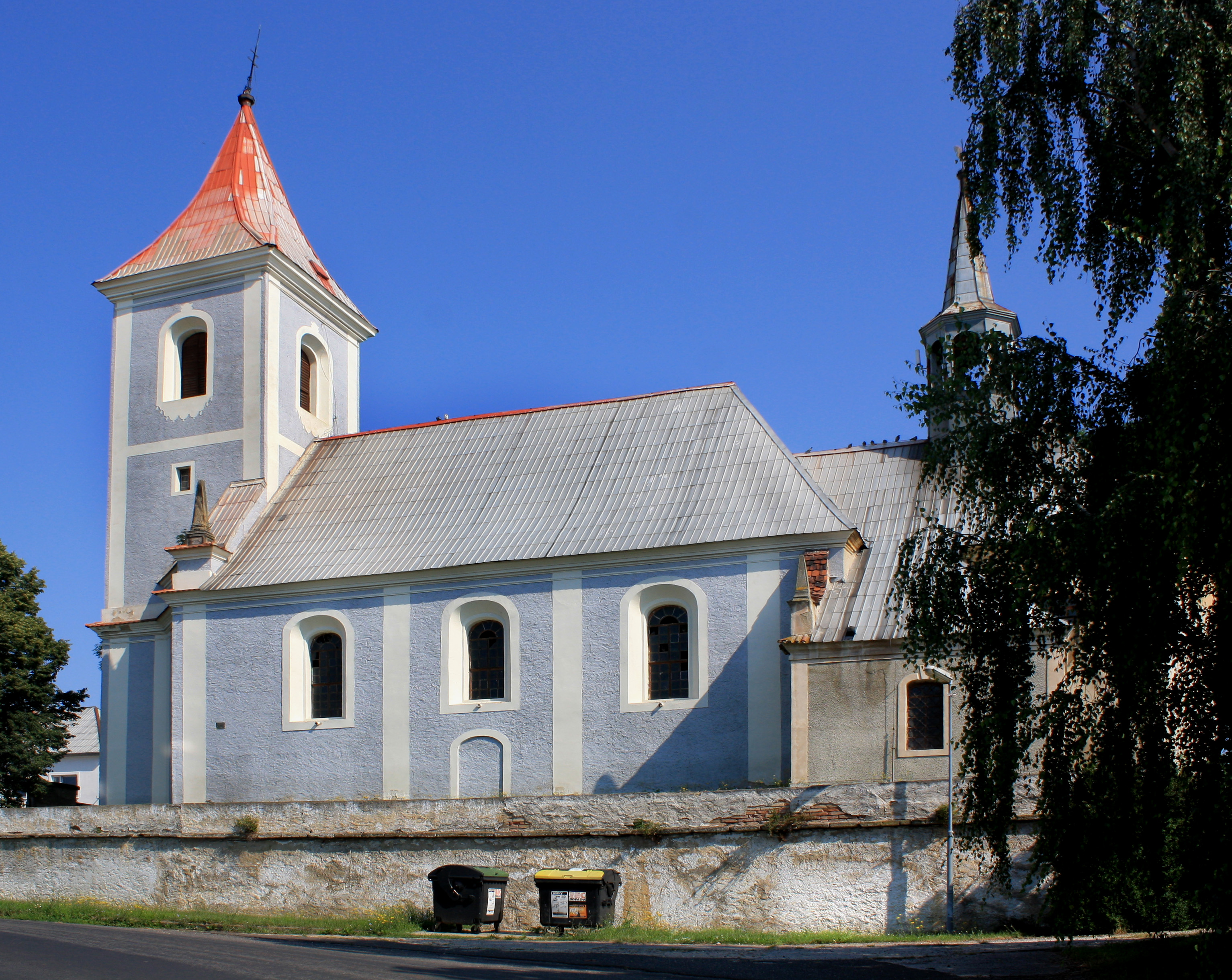
Église Sainte-Barbara à Mšené.

Patrimoine civil

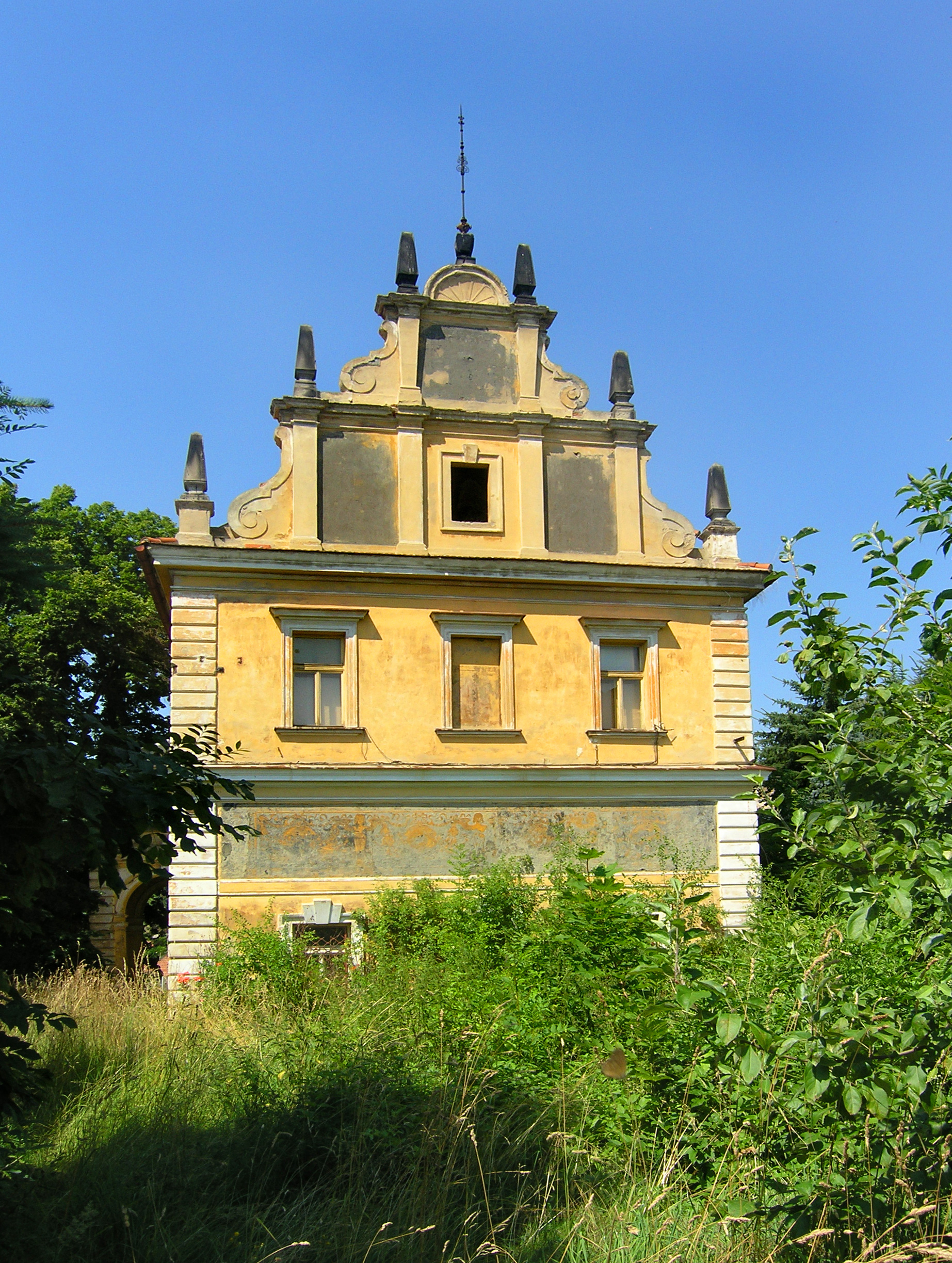
Château de Mšené.
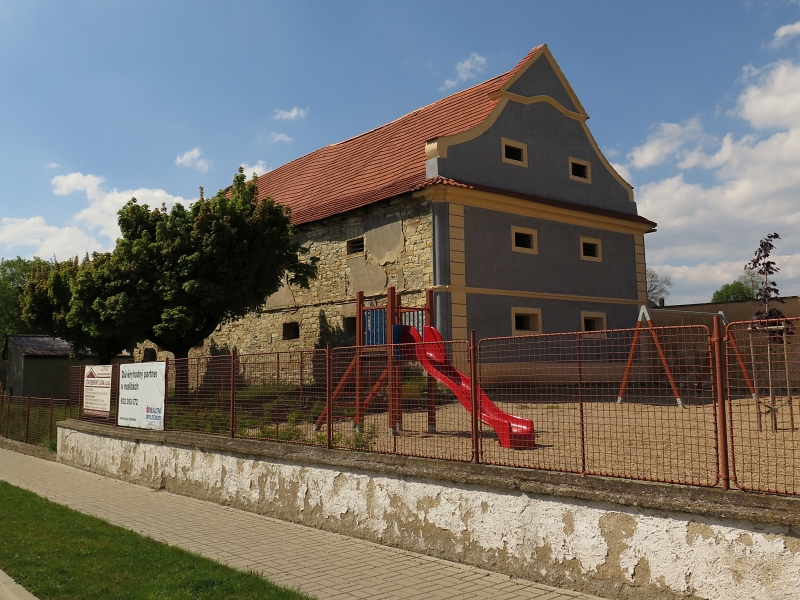
Grenier à Brníkov.

## Administration
La commune se compose de six quartiers :
- Brníkov
- Ječovice
- Mšené-lázně
- Podbradec
- Ředhošť
- Vrbice

## Transports
Par la route, Mšené-lázně se trouve à 18 km de Roudnice nad Labem, à 27 km de Litoměřice, à 50 km d'Ústí nad Labem  et à 55 km de Prague.